# Salea
Salea – rodzaj jaszczurek z podrodziny Draconinae w obrębie rodziny agamowatych (Agamidae).

## Zasięg występowania
Rodzaj obejmuje gatunki występujące endemicznie w Indiach.

## Systematyka

### Etymologia
Salea: etymologia niejesna, Gray nie podał znaczenia nazwy rodzajowej.

### Podział systematyczny
Do rodzaju należą następujące gatunki:
- Salea anamallayana (Beddome, 1878)
- Salea gularis Jerdon, 1853
- Salea horsfieldii Gray, 1845